# Говард, Мишель
Мишель Джанин Говард (англ. Michelle Janine Howard; род. 30 апреля 1960, Марч, Риверсайд, Калифорния, США) — американский военный деятель, адмирал Военно-морского флота США, известная тем, что стала первой американской женщиной, достигшей четырёхзвёздного адмиральского звания. 38-й вице-начальник военно-морских операций с 1 июля 2014 по 31 мая 2016 года.
Родилась на авиабазе в Калифорнии в семье офицера Военно-воздушных сил США. Ещё в детстве столкнулась с дискриминацией по полу и цвету кожи. После снятия ограничений на службу женщин в Вооружённых силах в 1982 году окончила Военно-морскую академию США и была зачислена в Военно-морской флот США. Начав со службы на USS Lexington, впоследствии занимала ряд ответственных должностей. Приняла участие в нескольких военных операциях, в том числе в войне в Персидском заливе.
В 1998 году окончила Командно-штабной генеральный колледж Армии США. В следующем году была назначена командиром большого десантного корабля «USS Rushmore», став первой женщиной-афроамериканкой в этом качестве во всём флоте. Занимала несколько командных постов, где нередко была первой и единственной женщиной. В 2006 году получила звание контр-адмирала нижней ступени, в 2009-м — верхней ступени, а в 2012 году — вице-адмирала. В 2014 году была повышена до полного адмирала, став первой женщиной в этом качестве за всю историю США. После этого занимала посты вице-начальника военно-морских операций (2014—2016) и командующего Военно-морскими силами США «Европа» — «Африка» (2016—2017). В 2017 году вышла в отставку после 35 лет военной службы. Замужем за бывшим морпехом, детей нет. Является обладателем многочисленных военных и общественных наград, в том числе иностранных.

## Биография

### Молодые годы
Мишель Джанин Говард родилась 30 апреля 1960 года на авиабазе Марч в округе Риверсайд, штат Калифорния. Она стала четвёртым ребёнком в семье Ника Кларенса Говарда, афроамериканца и мастер-сержанта ВВС США, и Филиппы Говард, британки и выпускницы Оксфордского университета.
Мишель находила вдохновение в биографиях Гарриет Табмен, Фредерика Дугласа, солдат «Буффало», считая моральным примером Мартина Лютера Кинга. Впоследствии она вспоминала, что в возрасте 5 лет другой ребёнок обозвал её словом «ниггер», после чего побежала домой, где отец поднял свою дочь на руки и начал трясти: «Ты привыкнешь к этому. Тебе придётся справиться с этим. Это та страна, в которой ты живёшь. Прекрати плакать».
В возрасте 12 лет, после просмотра документального фильма о Военно-морском флоте США, Мишель твёрдо решила избрать военную карьеру при том, что женщинам было запрещено служить в вооружённых силах. Её мать тогда сказала: «Если через шесть лет твоё желание не ослабнет, ты должна подать заявление, и если тебе откажут, то мы подадим в суд на правительство». Этого им делать не пришлось, так как запрет был отменён уже в 1976 году, когда Мишель исполнилось 16 лет.

### Военная служба

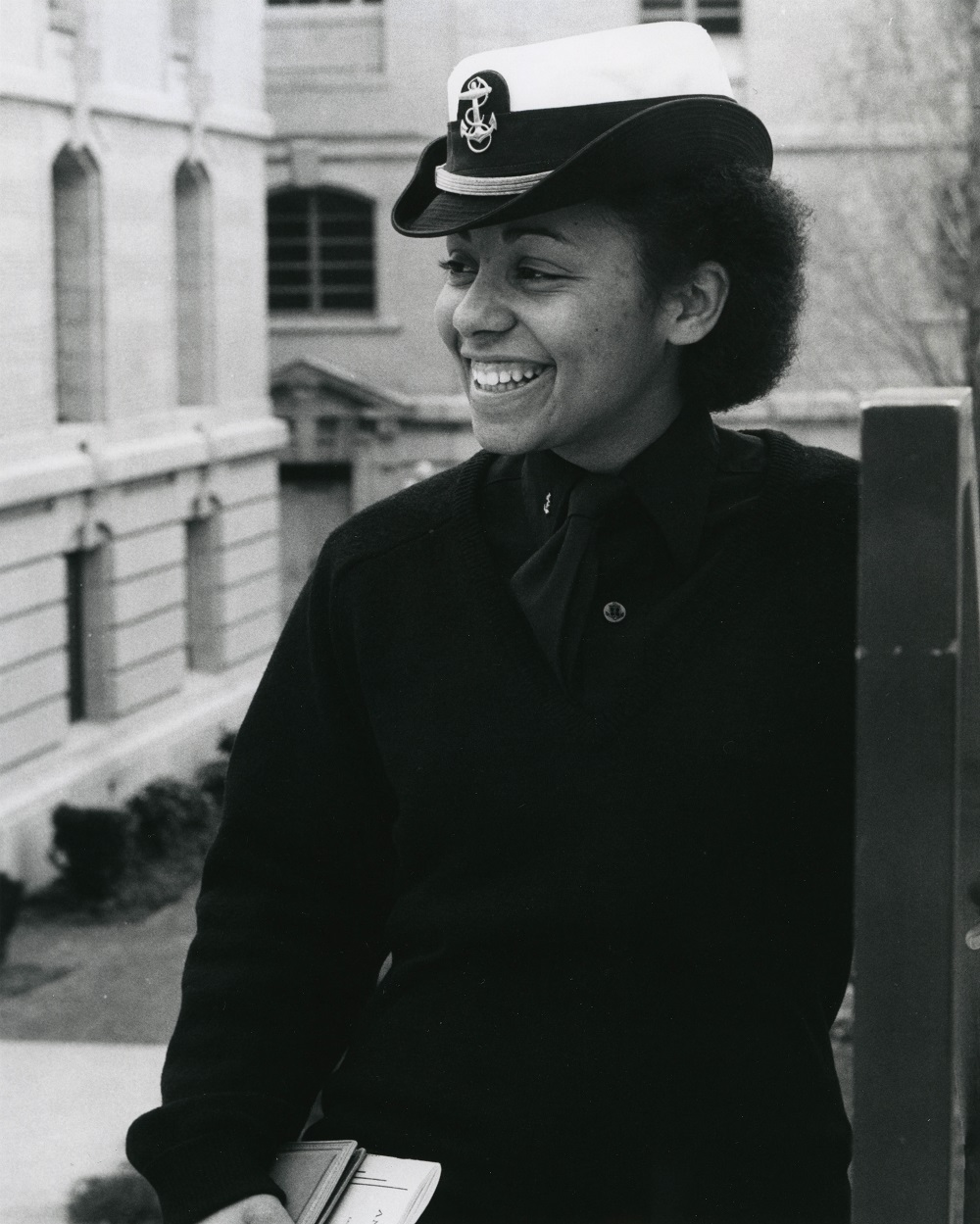
Во время учёбы в Военно-морской академии, 1980 год

В 1978 году Говард окончила среднюю школу Гейтуэй в Ороре, штат Колорадо. В том же году в возрасте 17 лет она поступила в Военно-морскую академию США в Аннаполисе, штат Мэриленд, став курсантом всего лишь третьего на то время класса, набранного из женщин, и одной из семи женщин-афроамериканок в классе № 1363. В 1982 году Говард окончила академию со степенью бакалавра в области математики и со званием энсина. Затем она также окончила школу офицеров по боевым надводным действиям в Ньюпорте, штат Род-Айленд.
В начале своей карьеры Говард служила на борту плавучей базы подводных лодок «USS Hunley» и авианосца «USS Lexington», в том числе на палубе, в ремонтной секции и инженерном отделении. По своим словам, поначалу она сталкивалась с предрассудками из-за своей афроамериканской идентичности, а не принадлежности к женскому полу, и была плохо принята в коллективе, в котором тогда не служило ни одной женщины, но в конечном счёте освоилась благодаря своей доброжелательности, хорошей работе и чувству юмора. Чтобы пожаловаться, однажды Мишель позвонила своей матери, но та лишь ответила: «Там твоё место. Пока ты во флоте, это не прекратится. Прими это или уйди из флота».
В 1987—1990 годах Говард училась в военно-морской амфибийной школе в Коронадо, штат Калифорния, которую окончила с отличием, получив инженерное образование. В 1990 году она стала главным инженером на борту транспорта боеприпасов «USS Mount Hood» и в этом качестве приняла участие в операциях «Щит пустыни» и «Шторм пустыни» в ходе войны в Персидском заливе. В июле 1992 года в звании первого лейтенанта Говард приступила к службе на борту транспорта боеприпасов «USS Flint». В декабре 1993 года она была переведена в Бюро военно-морского персонала и стала начальником штаба по взаимодействию министерства Военно-морского флота с Консультативным комитетом министерства обороны по делам женщин-военнослужащих.

«USS Rushmore»

В январе 1996 года Говард стала начальником штаба большого десантного корабля «USS Tortuga» и в этом качестве была направлена в Адриатику для участия в операции «Объединённое усилие» по поддержанию мира в бывшей Югославии. В то время в её обязанности входили контроль за штивкой снарядов, ракетных ускорителей и боеприпасов, а также их передачей в море. Через 60 дней после возвращения из Средиземного моря Говард приняла участие в западноафриканском учебном туре совместно с подразделениями Корпуса морской пехоты и Береговой охраны США, а также военно-морскими силами семи африканских стран. В 1998 году она окончила Командно-штабной генеральный колледж Армии США на базе Форт-Ливенворт, штат Канзас, со степенью магистра военного искусства и науки с уклоном в области истории. 12 марта 1999 года Говард стала командиром 15 000-тонного «USS Rushmore», возглавив команду из 400 моряков и 350 морских пехотинцев. В возрасте 39 лет она оказалась первой женщиной-афроамериканкой, взявшей на себя командование кораблём Военно-морского флота США. Корабль под командованием Говард принял участие в операциях «Стальная магия» и «Красный риф» совместно с военно-морскими силами Объединённых Арабских Эмиратов и Саудовской Аравии соответственно, а также стал первым за 10 лет американским военно-морским судном, зашедшим в Доху, Катар.

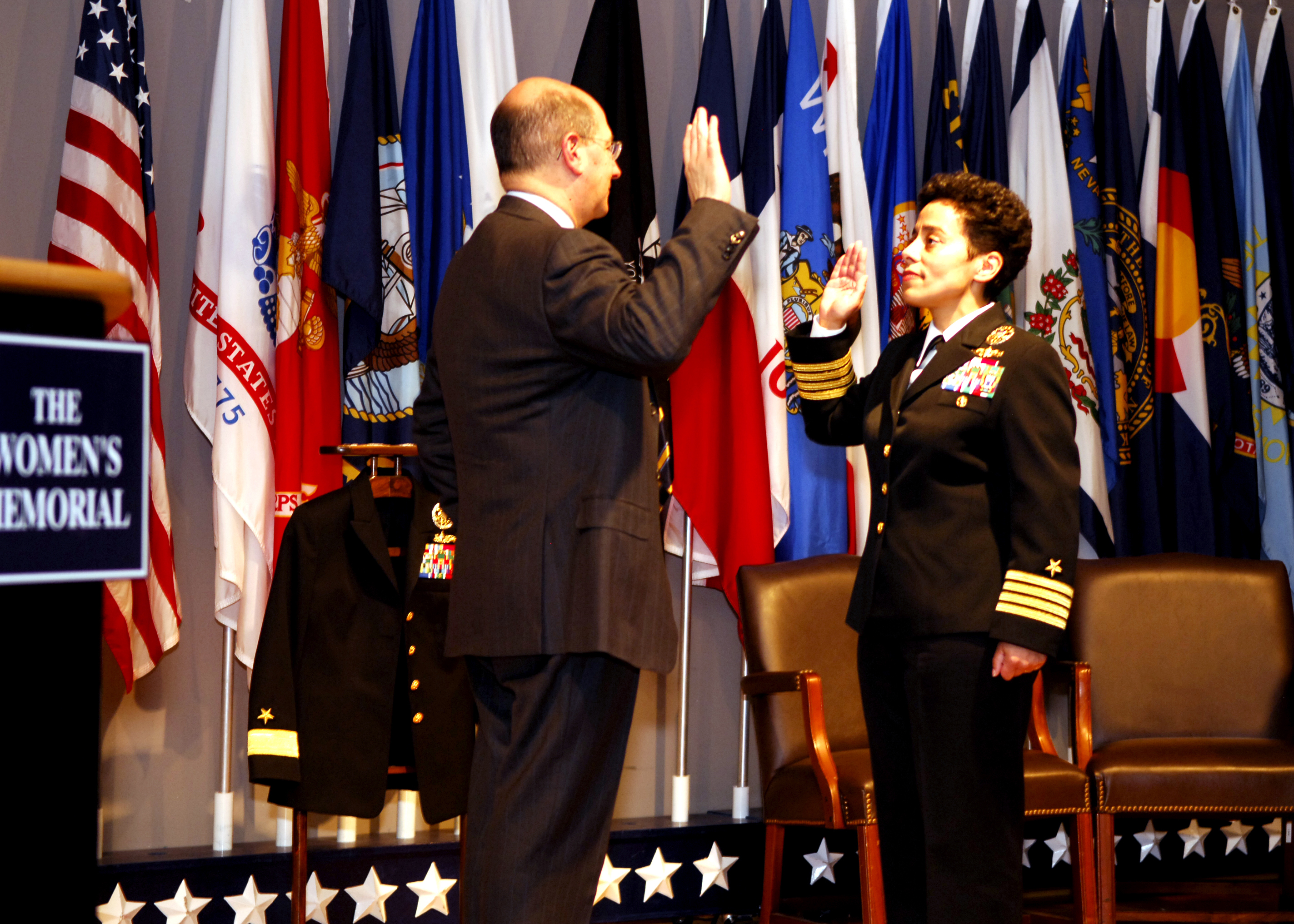
Присвоение звания контр-адмирала нижней ступени, 20 апреля 2007 года

С ноября 2001 по февраль 2003 года Говард занимала должность начальника штаба по глобальным операциям (J-3) Объединённого комитета начальников штабов в Пентагоне. С февраля 2003 по февраль 2004 года она была ассистентом директора по операциям Объединённого комитета начальников штабов. С мая 2004 по сентябрь 2005 года Говард находилась на посту командира 7-й амфибийной эскадры в составе трёх кораблей, выполнявших задачи по перевозке войск и оборудования для поддержки подразделений Корпуса морской пехоты США. Под её командованием эскадра вместе с 5-й экспедиционной ударной группой участвовала в операциях по оказанию помощи жертвам цунами в Индонезии и по обеспечению морской безопасности в северной части Персидского залива. В декабре 2005 — июле 2006 годов Говард занимала должность заместителя директора N3 Управления начальника военно-морских операций.
19 мая 2006 года Говард была повышена до однозвёздного звания контр-адмирала нижней ступени, став первым адмиралом из класса Военно-морской академии США 1982 года и первой выпускницей Военно-морской академии США, повышенной до ранга с флагом (первой женщиной со званием контр-адмирала в Военно-морском флоте США была Лилиан Фишбёрн). С июля по декабрь 2006 года Говард занимала должность заместителя директора отдела экспедиционной войны Управления начальника военно-морских операций, а в период с января 2007 по январь 2009 года находилась на посту старшего военного помощника министра Военно-морского флота со штаб-квартирой в Вашингтоне, округ Колумбия. 19 июня 2009 года она была повышена до двузвёздного звания контр-адмирала верхней ступени, после чего вернулась на службу в море.

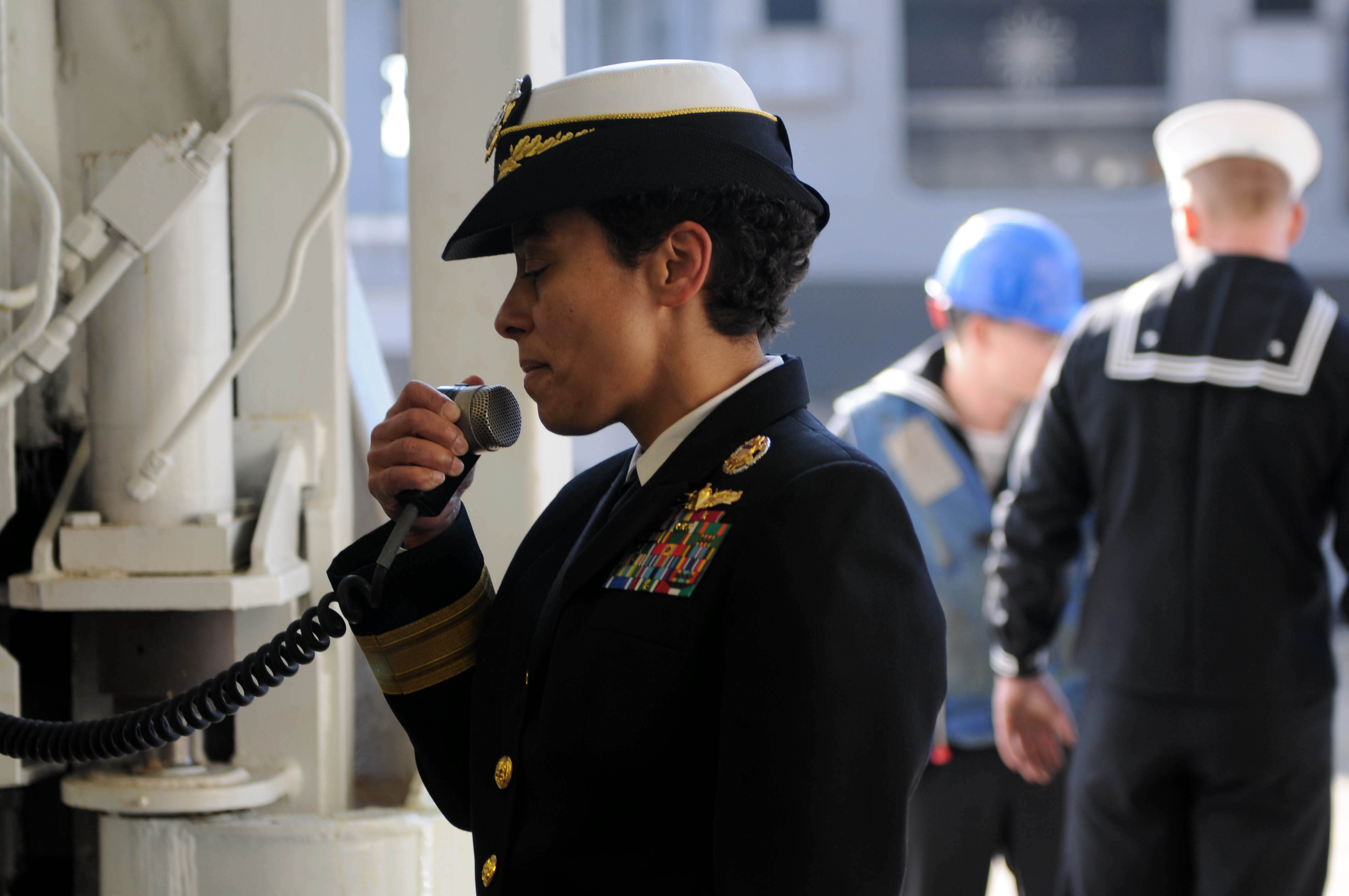
Контр-адмирал Говард, командир 2-й экспедиционной ударной группы

С 5 апреля 2009 по 19 июля 2010 года Говард была командиром оперативной группы Пятого флота США в составе 2-й экспедиционной ударной группы, 51-й, 59-й и 151-й оперативных групп, базирующейся на борту десантного корабля-амфибии «USS Boxer» и включавшей в себя 40 кораблей, 175 летательных аппаратов и 21 тысячу человек. Она стала первой женщиной на этих постах; её предшественником был контр-адмирал Теренс Макнайт, а преемником — контр-адмирал Кевин Скотт. В составе Многонациональных оперативных сил Говард была направлена на оперативный театр Центрального командования США, где приняла участие в операции по борьбе с пиратством в Индийском океане, в зоне побережья Сомали и Аденского залива. В апреле 2009 года она лично руководила проведением пятидневной операции по освобождению захваченного пиратами грузового судна «MV Maersk Alabama», закончившейся 12 апреля спасением его капитана Ричарда Филлипса в основном с помощью специальных сил, задействованных с борта «USS Bainbridge». В связи с этим Говард стала знаменитостью: по событиям спасения капитана Филлипса в 2013 году был снят одноимённый фильм, хотя героини Говард там не оказалось, однако её голос звучит в кино по рации.

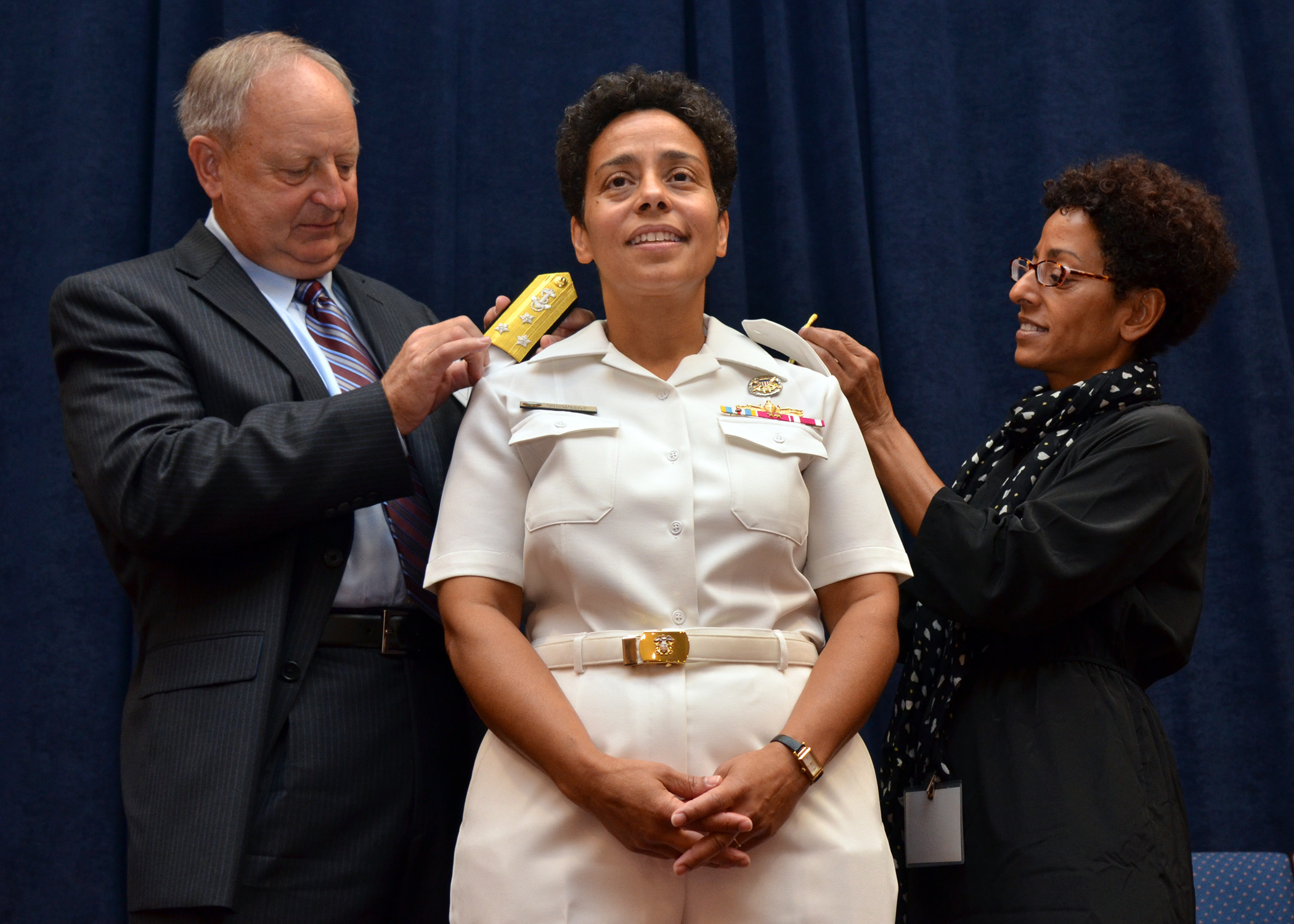
Присвоение звания вице-адмирала, 24 августа 2012 года

7—19 июня 2010 года Говард была командиром Морской оперативной группы по балтийским операциям в составе Шестого флота США, занимающейся укреплением взаимодействия и сотрудничества в том числе между Бельгией, Данией, Эстонией, Финляндией, Францией, Германией, Латвией, Литвой, Польшей, Россией, Швецией и США. В период с августа 2010 по июль 2012 года она находилась на посту начальника штаба директора по стратегическим планам и политике (J-5) Объединённого комитета начальников штабов. 24 мая 2012 года Говард была повышена в звании до вице-адмирала, став первой женщиной-афроамериканкой, достигшей трёхзвёздного адмиральского звания. С 24 августа 2012 по 15 июля 2013 года Говард занимала пост заместителя командующего Командованием сил флота США со штаб-квартирой в Норфолке, штат Виргиния. Её предшественником был вице-адмирал Дэвид Басс, а преемником — вице-адмирал Нора Тайсон. Затем Говард была назначена на должность заместителя начальника военно-морских операций по операциям, планам и стратегии (N3/N5).

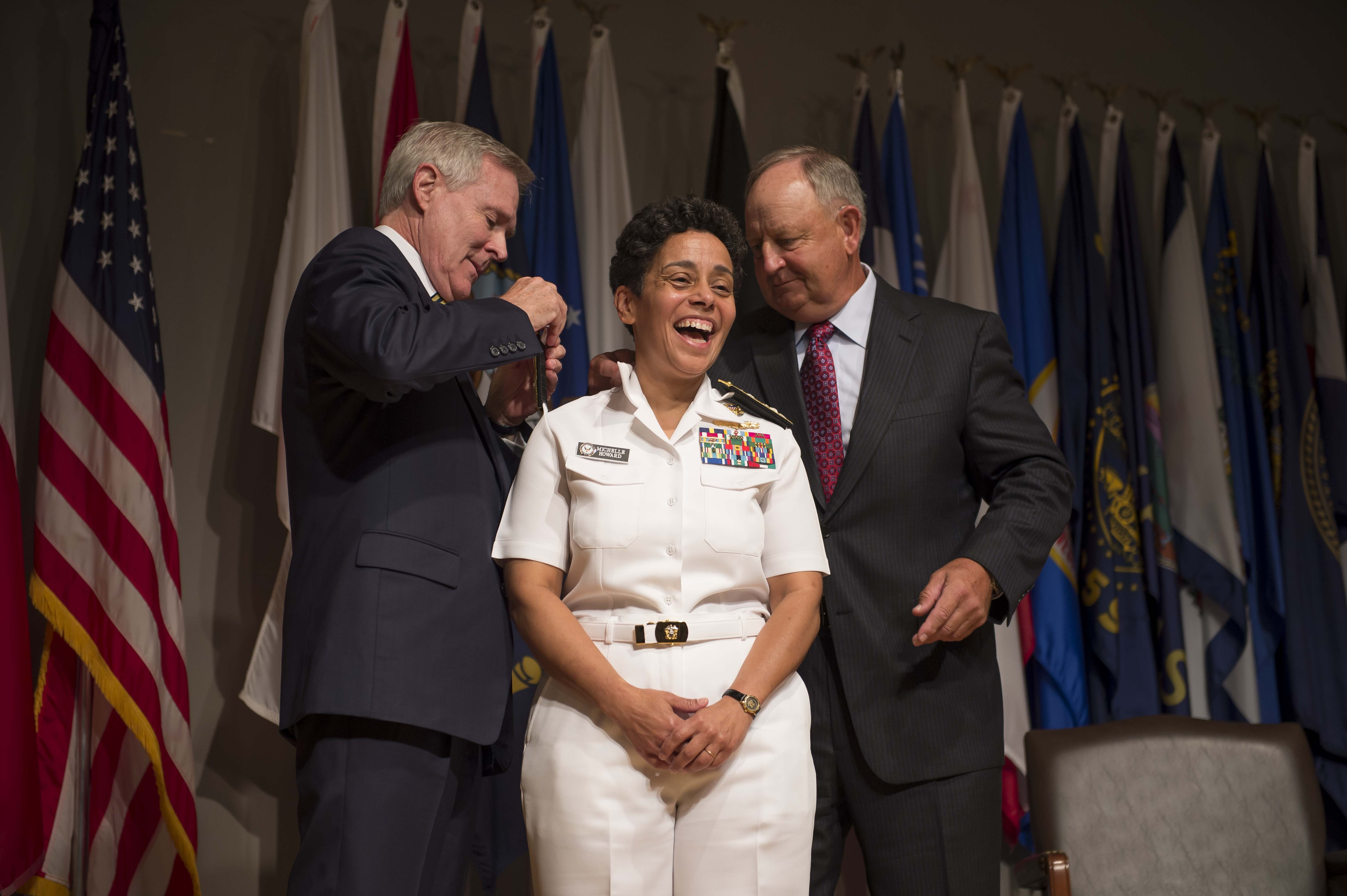
Церемония присвоения звания адмирала, 1 июля 2014 года

13 декабря 2013 года министр обороны США Чак Хэйгел объявил о том, что президент Барак Обама внёс на рассмотрение Сената кандидатуру Мишель Говард для повышения её в звании до адмирала. Предложение Обамы попросила поддержать председатель Конгрессионального чёрного кокуса Марша Фадж, отметившая, что и далее «вице-адмирал Говард продолжит служить нашей стране с такой же честью и преданностью, которые она явила на протяжении всей своей военно-морской карьеры». 20 декабря повышение было одобрено Сенатом, причём без возражений. Благодаря этому историческому решению Говард стала первой женщиной, достигшей четырёхзвёздного звания за всю 236-летнюю историю Военно-морского флота США, при том что первой женщиной — четырёхзвёздным генералом в Армии ещё в 2008 году стала Энн Данвуди. Церемония присвоения звания прошла 1 июля 2014 года на территории мемориала «Женщины на военной службе Америке» у Арлингтонского национального кладбища в Арлингтоне, штат Виргиния. Звёзды к погонам Говард прикрепили её муж Уэйн Коулз и министр Военно-морского флота Рэй Мабус. Так как рост Говард составляет всего 1,5 метра, ей пришлось заказать для себя специальные погоны. В день повышения до адмирала на церемонии в Пентагоне Говард официально заняла пост вице-начальника военно-морских операций, став 38-м человеком и первой женщиной в этой должности и сменив адмирала Марка Фергюсона III. 31 мая 2016 года она оставила данный пост, передав на церемонии в Пентагоне полномочия адмиралу Уильяму Морану.

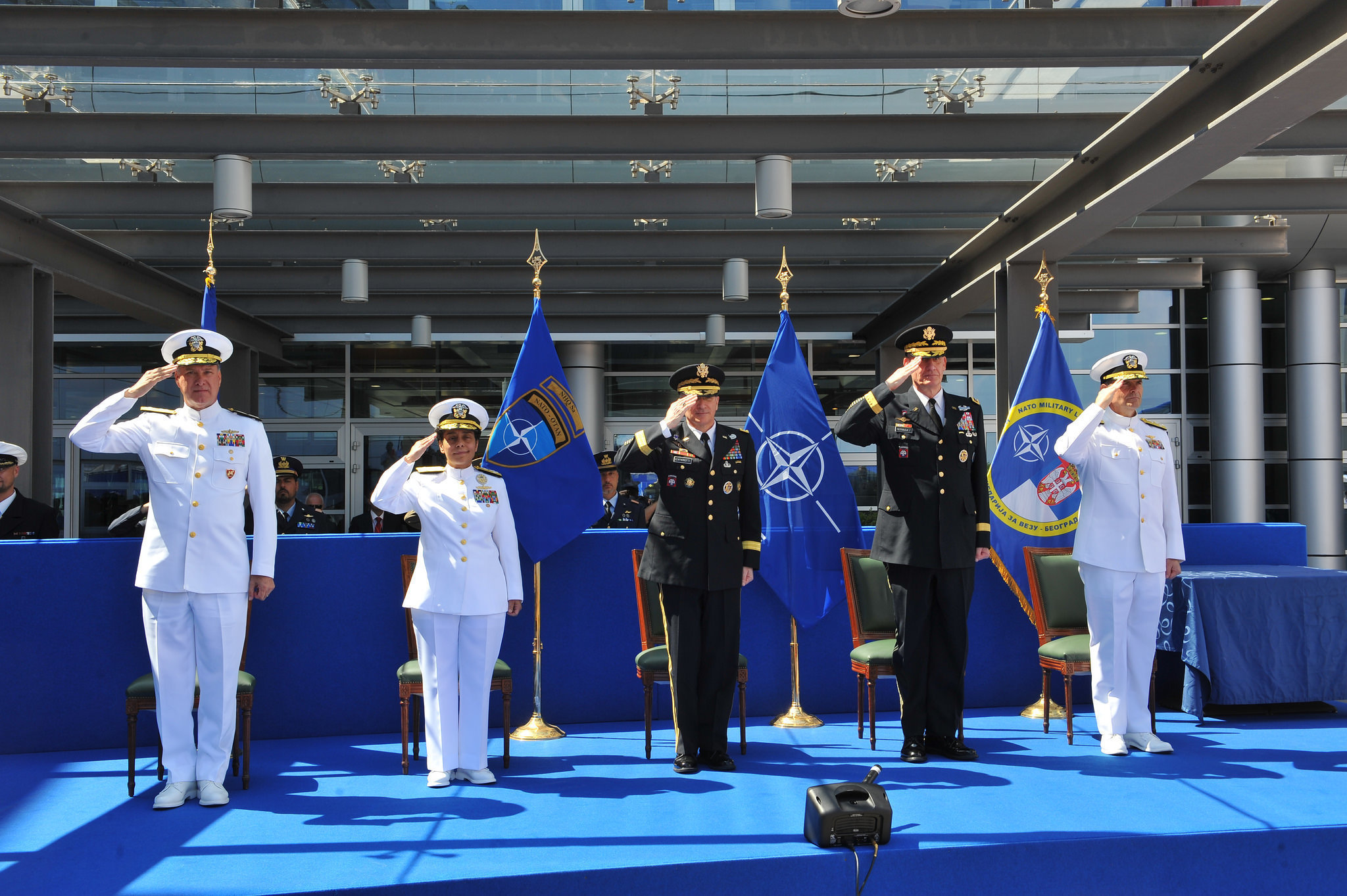
Получение командования ОВС «Неаполь», 7 июня 2016 года

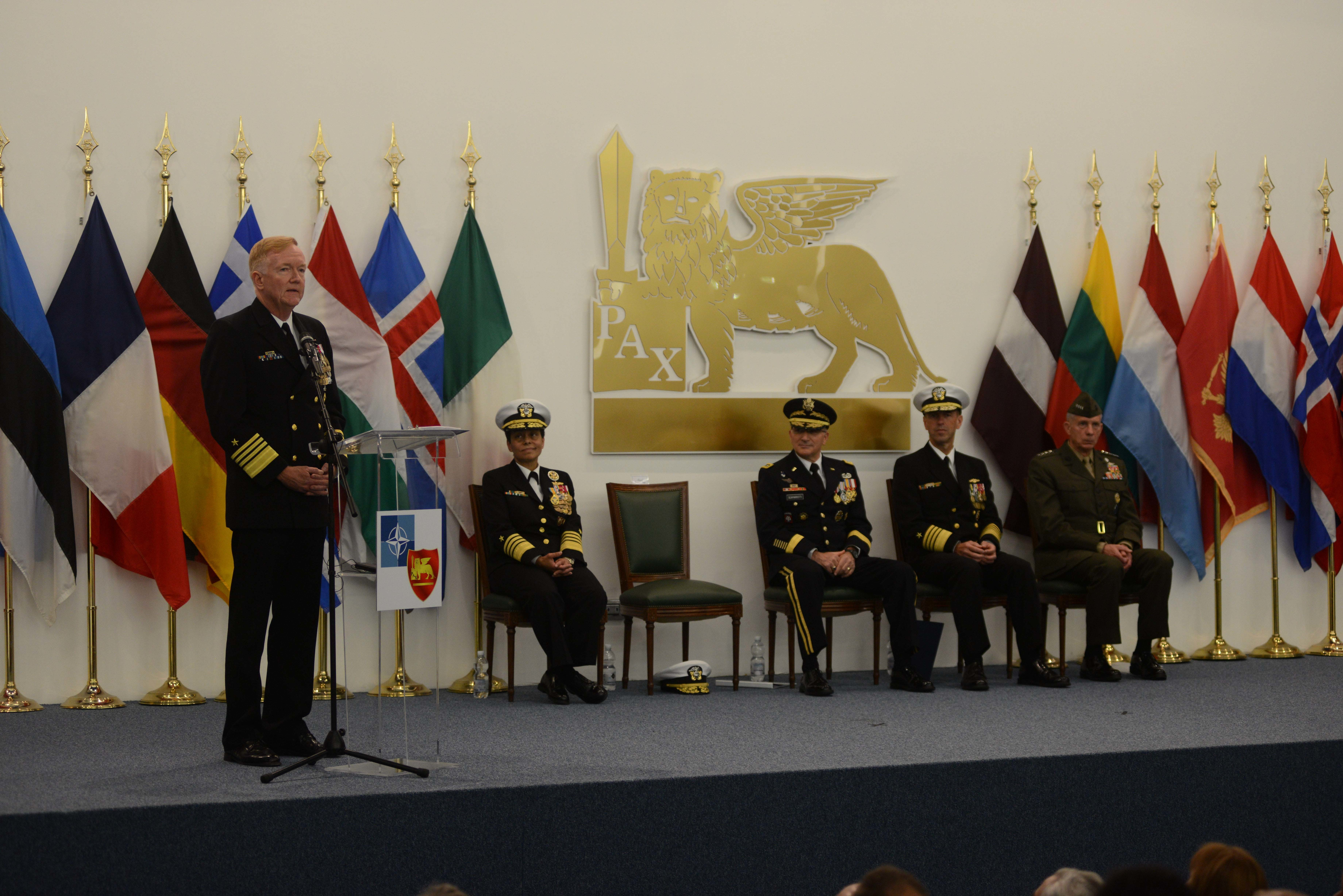
Передача командования ОВС «Неаполь», 20 октября 2017 года

19 мая 2016 года министр обороны Эштон Картер объявил о том, что президент Обама выдвинул кандидатуру Говард для переназначения в звании адмирала и назначения на должность командующего Военно-морскими силами США «Европа» — «Африка», что 26 мая было одобрено Сенатом. 7 июня того же года на церемонии в Неаполе Говард официально заступила на посты командующего Командованием объединёнными вооружёнными силами «Неаполь» и Военно-морскими силами США «Европа» — «Африка», став 29-м человеком на этих должностях и сменив адмирала Фергюсона III. Так Говард стала первой женщиной — четырёхзвёздочным адмиралом, взявшей на себя командование оперативными силами, которым пришлось столкнуться с увеличением военно-морской активности со стороны России. 20 октября 2017 года Говард оставила пост командующего Командованиями «Неаполь» и «Европа» — «Африка», передав полномочия адмиралу Джеймсу Фогго III. 1 декабря того же года вышла в отставку в возрасте 57 лет и после 35 лет военной службы.

### В отставке
В конце 2016 — начале 2017 годов Говард рассматривалась избранным президентом США Дональдом Трампом в качестве кандидата на должность министра по делам ветеранов, которую в итоге занял Дэвид Шулкин. В 2018 году она получила должность приглашённого профессора на кафедре международных отношений им. Дж. Б. и Мориса К. Шапиро в школе международных отношений Эллиота при университете Джорджа Вашингтона, где стала вести курс по кибербезопасности и политике. В 2019 году Говард была избрана в совет директоров компании «IBM». В 2020 году стала советником Совета по вопросам руководящих ролей женщин в сфере национальной безопасности, а затем назначена в переходную команду избранного президента США Джо Байдена и вошла в группу по надзору за соблюдением процедуры передачи полномочий в министерстве обороны.

## Личная жизнь
В июле 1989 года Мишель Говард вышла замуж за Уэйна Коулза, сотрудника службы безопасности и бывшего морского пехотинца. Детей нет. Интересуется военно-морской историей, увлекается рыбалкой. Не считает, что её достижения зависели от афроамериканской идентичности или принадлежности к женскому полу, так как «жизнь состоит из того, что ты делаешь сам, и женщина может сделать всё из того, к чему стремится».

## Почести
| \| \| \| \| \| \| \| \| \| \| \| \| \| \| \| \| \| \| \| \| \| \| \| \| \| \| \| \| \| \| \| \| \| \| \| \| \| \| \| \| \| \| \| \| | Сверху вниз, слева направо: - Двенадцатый ряд: Знак Командования объединённых союзных сил в Неаполе, Знак командования на море. | |
| | | |
| | | |
| | Золотая звезда повторного награждения                                                                                           | Бронзовый пучок дубовых листьев                                                                                       |
| Золотая звезда повторного награждения · Золотая звезда повторного награждения                                                       | | Золотая звезда повторного награждения · Золотая звезда повторного награждения · Золотая звезда повторного награждения |
| | Бронзовый пучок дубовых листьев · Бронзовый пучок дубовых листьев                                                               | |
| Бронзовая звезда за службу · Бронзовая звезда за службу · Бронзовая звезда за службу                                                | Литера «O» | Бронзовая звезда за службу                                                                                            |
| | Бронзовая звезда за службу | |
| | | |
| Серебряная звезда за службу | | |
| | | |
| | | |

- 1987: Премия Уинифред Коллинс[англ.] от министра Военно-морского флота и Военно-морской лиги[англ.][16][24].
- 2008: Премия «Технолог года» в категории «Карьерные достижения» от Национальной конференции цветных женщин[80][81][82].
- 2009: Премия «Сильные мужчины и женщины» от «Dominion»[83].
- 2010: Введение в Зал славы «Career Communications Group, Inc.»[84][85].
- 2011: Премия «Женщина года» от «Объединённых организаций обслуживания»[86][87].
- 2011: Членство в Совете посетителей Военно-морской академии США[88].
- 2013: «NAACP Image Award» в категории Chairman's Award[англ.] от Национальной ассоциации содействия прогрессу цветного населения[89][90].

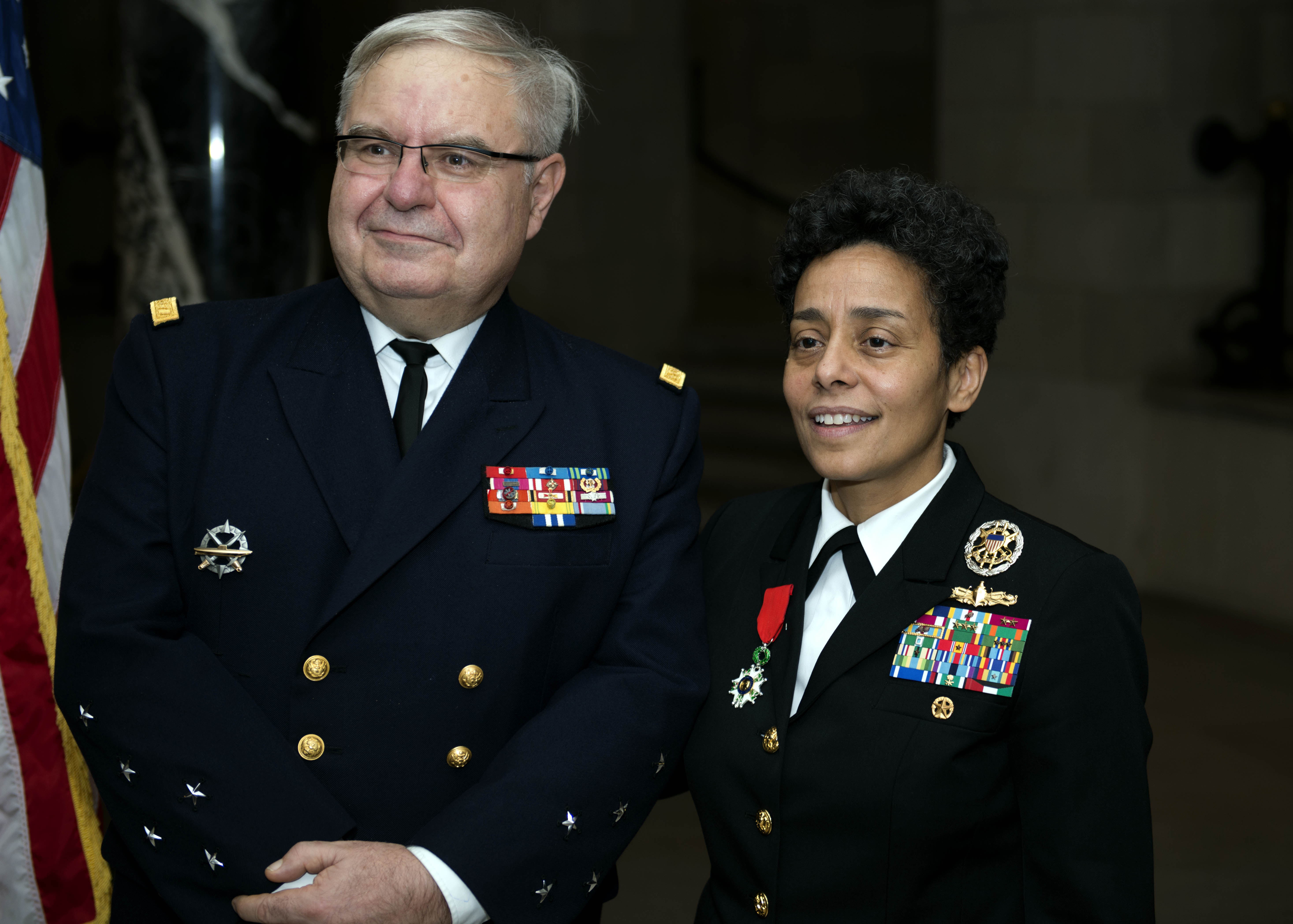
Награждение французским орденом Почётного легиона. 10 декабря 2015 года

- 2014: Гость первой леди США Мишель Обама на объявлении президентского послания «О положении страны»[91].
- 2014: Премия «Национальный герой» от «Thurgood Marshall College Fund[англ.]»[92].
- 2015: Орден Почётного легиона степени кавалера (Франция). Вручён начальником штаба Военно-морского флота[фр.] адмиралом Бернаром Рогелем[фр.] на церемонии в Крипте Джона Пола Джонса в часовне[англ.] Военно-морской академии в Аннаполисе, штат Мэриленд[93].
- 2015: почётная докторская степень от Политехнического института Ренсселера[94][95][96].
- 2015: Премия Общества Энни Оукли от Национального музея ковбоев и наследия Запада[97].
- 2016: Почётная степень доктора гуманитарных наук[англ.] от университета штата Северная Каролина[98][99][100].
- 2017: Орден Морских заслуг степени кавалера (Бразилия)[101][102].
- 2017: Премия «За выдающиеся лидерские качества» от Атлантического совета[103][104][105][106][107].
- 2018: Премия «За воодушевление величием» от «KPMG» и Ассоциации профессиональных игроков гольфа США[108][109].